# Edictul de la Milano

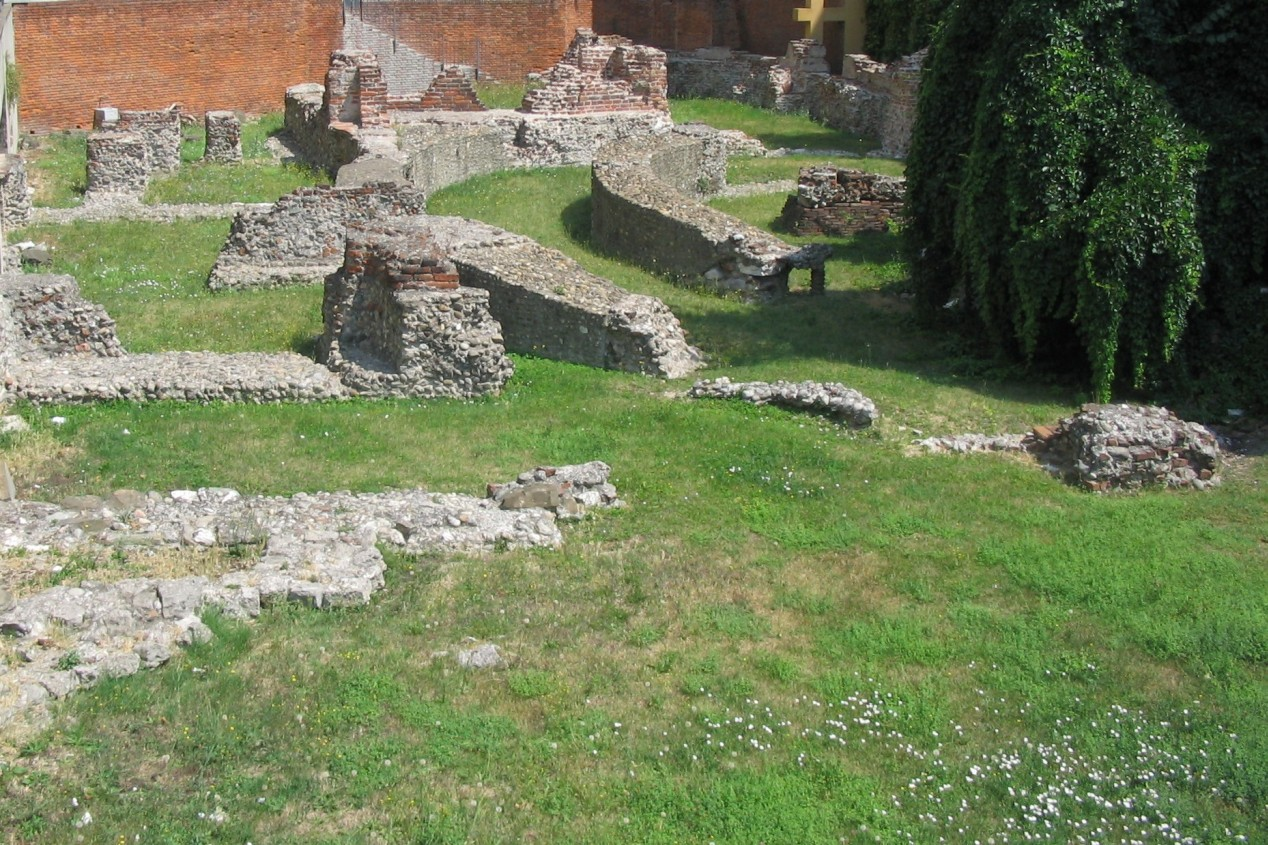
Ruinele palatului imperial din Mediolanum (Milano). Palatul imperial (construit de Maximian, colegul lui Dioclețian) era un larg complex cu câteva clădiri, grădini, curți interioare pentru viața publică și privată a împăratului, pentru curie, familie și birocrația imperială.

Edictul de la Milano (la: Edictum Mediolanense) a fost o scrisoare semnată de Licinius și Constantin I în 313 care garanta toleranța religioasă în Imperiul Roman.
Licinius guverna partea de est a imperiului și Constantin I conducea provinciile din vest. Cei doi s-au întâlnit în palatul imperial din Mediolanum pentru a sărbători nunta lui Licinius cu sora lui Constantin I și aici au semnat textul scrisorii.
Edictul de la Milano a marcat în mod tradițional sfârșitul persecuției lui Dioclețian.
Proprietățile creștinilor confiscate, cu toate acestea, nu au fost restaurate până când Edictul de la Milano nu a fost semnat. Locurile de întâlnire ale creștinilor și alte proprietăți urmau să fie returnate:
„[...] aceleași lucruri trebuie să fie înapoiate creștinilor, fără plată sau orice pretenție asupra unei recompense și fără nici un fel de fraudă sau de înșelăciune [...]”
A fost în mod impropriu numit edict, de fapt, este o scrisoare adresată de Licinius guvernatorilor provinciilor controlate de el, prin care le cerea să înceteze orice persecuție asupra creștinilor, iar proprietățile confiscate de la aceștia să fie imediat returnate. Scrisoarea nu consfințea creștinismul ca religie de stat și nici nu-l angaja personal pe Licinius în credința creștină.

## Legalizarea creștinismului
„Tot atunci, situația creștinilor în Imperiu avea să se schimbe cu totul, fără vreo intervenție în acest sens din partea lui Constantin. Adevăratul edict de toleranță a fost emis în 311, de Galerius. El proclama recunoașterea creștinismului ca religie și dădea creștinilor dreptul de a se întruni, sub condiția de a nu tulbura ordinea publică; în schimb, creștinii aveau datoria să se roage zeului lor pentru prosperitatea împăratului și a statului roman. Explicația emiterii acestui edict, surprinzător dacă ne gândim că mai înainte de anul 311, Galerius îi persecutase cu asprime pe creștini, trebuie căutată, poate, în starea de derută în care acesta se găsea în acel moment, atins fiind de o boală necruțătoare, de pe urma căreia avea să și moară în scurtă vreme: este de crezut, de asemenea, că romanii începuseră să se sature de atâtea persecuții, vădit zadarnice, împotriva creștinilor. Oricum, adevăratul edict de toleranță este cel al lui Galerius, iar tradiția care stăruie să-i transfere meritul asupra așa numitului - în chip impropriu, cum vom vedea - «edict din Milan» nu este conformă cu realitatea.”—Paul Lemerle, Istoria Bizanțului

## Medalistică și numismatică

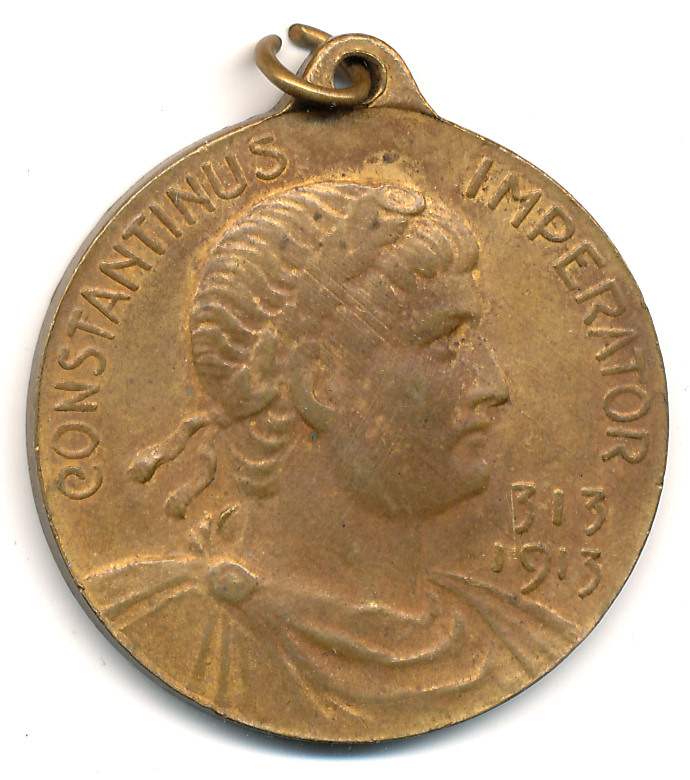
Medalie germană bătută pentru pelerinajul la Metz, în 1913, reamintind de al 16-lea centenar al Edictului de la Milano; circular: CONSTANTINUS IMPERATOR, anii 313 și 1913; efigia împăratului Constantin cel Mare, spre dreapta

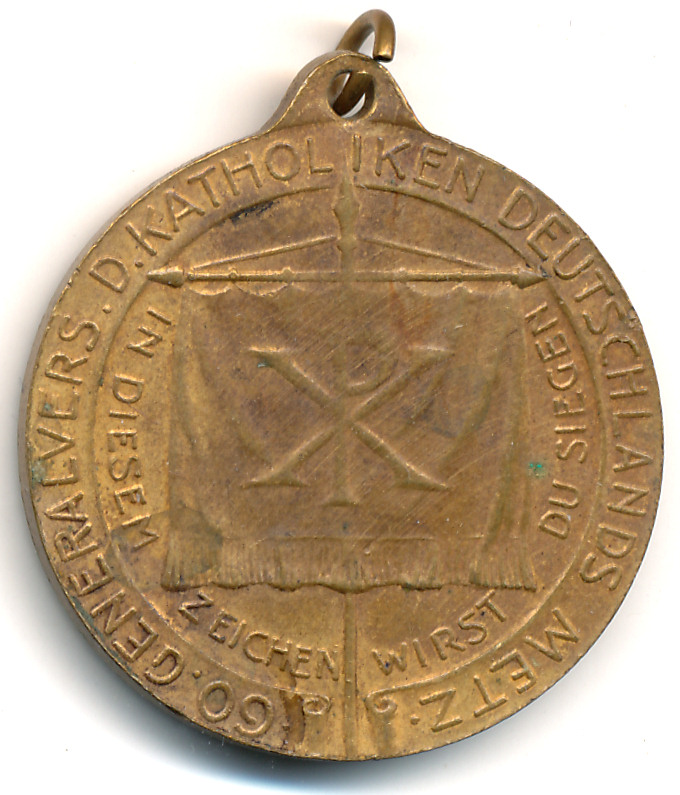
Reversul medaliei bătute în 1913, pe care este gravată Monograma lui Isus Cristos

- În 1913, cu ocazia pelerinajului la Metz, a fost emisă, o medalie comemorativă dedicată celor 16 secole care s-au scurs de la promulgarea Edictului de la Milano și până atunci.

- Cu prilejul împlinirii a 1700 de ani de la promulgarea Edictului de la Milano și sărbătoririi Anului Omagial al Sfinților Împărați Constantin și Elena, Banca Națională a României a pus în circulație, la 20 mai 2013, o monedă de argint, de calitate proof, având valoarea nominală de 10 lei, într-un tiraj total de 500 de exemplare. Titlul aliajului este de 999‰, moneda este rotundă, cu un diametru de 37 mm, iar greutatea ei este de 31,103 g. Cantul monedei este zimțat.[3]